# Sipa Pokhare
Sipa Pokhare – gaun wikas samiti w środkowej części Nepalu  w strefie Bagmati w dystrykcie Sindhupalchowk. Według nepalskiego spisu powszechnego z 2001 roku liczył on 819 gospodarstw domowych i 4347 mieszkańców (2175 kobiet i 2172 mężczyzn).